# Eggtown
Eggtown (titulado Huevos revueltos en España y El juicio en Hispanoamérica) es el cuarto episodio de la cuarta temporada de la serie dramática de la ABC Lost. El episodio se emitió el 21 de febrero de 2008 en los Estados Unidos. Fue escrito por la productora supervisora Elizabeth Sarnoff y el coordinador de guiones Greggory Nations, y dirigido por el coproductor ejecutivo Stephen Williams. Es el primer episodio escrito por Nations.
El argumento isleño del episodio tiene lugar a finales de diciembre de 2004, más de noventa días después del accidente del vuelo 815 de Oceanic Airlines. Los flashforward muestran a Kate Austen (interpretada por Evangeline Lilly) sometida a juicio por los crímenes cometidos antes de llegar a la isla, después de abandonarla.  Quince millones de estadounidenses vieron el episodio, que recibió opiniones variadas por parte de los críticos.  Se elogió en general el cliffhanger final, pero se critió su lentitud.

## Trama

### En la isla
Locke despierta en las barracas y hace el desayuno para Ben, quien está prisionero en el sótano de su propia casa. Locke continúa haciéndole preguntas sobre la tripulación del carguero, pero Ben le hace juegos mentales. Esto le da rabia a Locke, quien se desquita rompiendo platos, como había hecho en otras ocasiones.
Entre tanto, Kate está tratando de encontrar dónde tienen cautivo a Miles y embauca a Hugo, para que le diga dónde está. Kate visita a Miles y le pregunta si él y los otros en el carguero saben quién es ella, en referencia a sus antecedentes judiciales. Él le contesta que le dirá qué saben si ella puede concertar una reunión entre él y Ben. Esto es difícil, porque Locke no sale de su casa y cuando Kate le pide ver a Ben, Locke se niega firmemente a permitirlo y afirma que su sociedad no es una democracia.
Entonces Kate hace lo que puede hacer mejor, juega con las emociones de Sawyer y logra que se le ocurra una idea. Así manipulan a Locke para que salga de la casa y Kate tiene la oportunidad perfecta para llevar furtivamente a Miles a verse con Ben. Kate alcanza a oír su conversación: Miles extorsiona por 3,2 millones de dólares a Ben. Si se los paga, le promete decirle a sus jefes que Ben ya está muerto y "encargarse" de Charlotte, la que también ha visto a Ben. Acuerdan que Ben tendrá una semana para entregar el dinero. Kate interrumpe la reunión y Miles le dice que la gente en el carguero sabe exactamente quién es ella y por qué la buscan, le recuerda que será perseguida si sale de la isla y le aconseja no irse nunca de allí. Locke regresa en ese momento y dice a Kate que se vaya a su casa. 
Cuando Kate va hacia su vivienda, Locke prácticamente la expulsa de las barracas. Sawyer emerge y ofrece a Kate su propia casa y se compromete a potegerla de Locke. Tras divertirse y pasar la noche juntos, en la mañana, ella le responde que no está embarazada, a lo que Sawyer reacciona con alegría. Sawyer sin embargo termina acusándola de usarlos, tanto a Jack como él al permanecer corriendo del uno al otro; ella le da una bofetada y se va hacia la playa.
Jack, Juliet, Daniel y Charlotte han regresado al campamento de la playa. Después de fracasar varias tentativas de llamar al carguero, Jack hace que Charlotte marque el número de emergencia. Regina, mujer en el barco, contesta y explica que el helicóptero con Desmond y Sayid no ha llegado al buque. Esto les deja preocupados.

### Flashfowards
Los adelantos del episodio se centran en Kate, que ahora tiene un hijo. Desde su retorno de la isla ella se ha hecho muy famosa como una "heroína" de los "Seis del Oceanic" y está acusada de homicidio. En el juicio por asesinato Kate se declara no culpable. Durante el juicio, Jack es llamado como testigo y declara que Kate se comportó heroicamente al ayudar en múltiples formas a los sobrevivientes del Oceanic. Dice que solo ocho pasajeros sobrevivieron al choque y solamente seis vivieron para salir de la isla. 
Luego, Kate habla con su madre por primera vez desde que trató de entregarla a la policía en "Nacida para correr". La madre le dice a Kate que ya no está contra ella, pues su perspectiva cambió totalmente cuando creyó que había muerto en el accidente aéreo y ahora, lo que desea es ver a su nieto; le asegura que no va a testificar contra ella. Kate rehúsa a permitirle ver al niño, pero luego, de todos modos, la señora no se presenta a declarar contra Kate en el juicio, con lo cual arruina totalmente la acusación y le da a Kate la oportunidad de hacer un acuerdo judicial: recibe diez años de libertad condicional, con la obligación de permanecer durante ese tiempo en el estado de California. Después, Kate conversa con Jack, quien no desea ver al hijo de Kate; así mismo ella le dice a él, que ellos dos no pueden vivir juntos. Kate regresa a su casa, donde llama al niñito Aaron; que es el hijo de Claire.